# Князь Александр Невский (жилой комплекс)
Жилой комплекс «Князь Александр Невский» (ЖК КАН) — высотный жилой дом комфорт-класса в Санкт-Петербурге, расположенный в историческом районе Мурзинка по адресу проспект Обуховской Обороны, 138 корпус 2. Первый в городе жилой дом-небоскрёб и самый высокий жилой дом. Общая высота — 37 этажей, в высоту здание достигает 126 метров (вместе со шпилем). По этому показателю он занимает третье место в городе после бизнес-центра «Лидер-Тауэр» на площади Конституции и «Лахта-центра». Назван в честь небесного покровителя города Александра Невского.

## Описание
Жилой комплекс был построен строительной компанией «РосСтройИнвест» в 2008—2012 годах северо-западнее реки Мурзинки в непосредственной близости от Невы (чуть западнее), а также от Большого Обуховского моста (около 800 метров на юг). Ближайшая станция метро — «Рыбацкое» (2,1 км на юг).
Жилой комплекс представляет собой трёхсекционное кирпично-монолитное высотное здание, напоминающее в плане квадратную скобку, «раскрывающуюся» на юго-восток. Высота каждой секции более 100 метров при 35 этажах. Центральную секцию венчает решётчатое куполообразное сооружение в форме луковицы со шпилем, расположенное на северо-западном (заднем) фасаде центральной секции. Высота от земли до вершины шпиля равна 126 метрам. Два подземных этажа здания отведены под паркинг на 214 автомашин. В жилом доме 1604 квартиры. Площадь апартаментов варьируется от 26 до 263 м2. Квартиры оснащены большими панорамными окнами, а также лоджиями. Высота потолков составляет 2,65 метра. Общее число лифтов в жилом комплексе — 17 (3 основных лифта и два лифта с 18 по 34 этаж). Все они — скоростные производства финской компании KONE.
Чемпиону мира по шорт-треку, трехкратному чемпиону Зимней Олимпиады в Сочи Виктору Ану в ЖК «Князь Александр Невский» в 2014 году была подарена трёхкомнатная квартира площадью 100 м2.

## Галерея

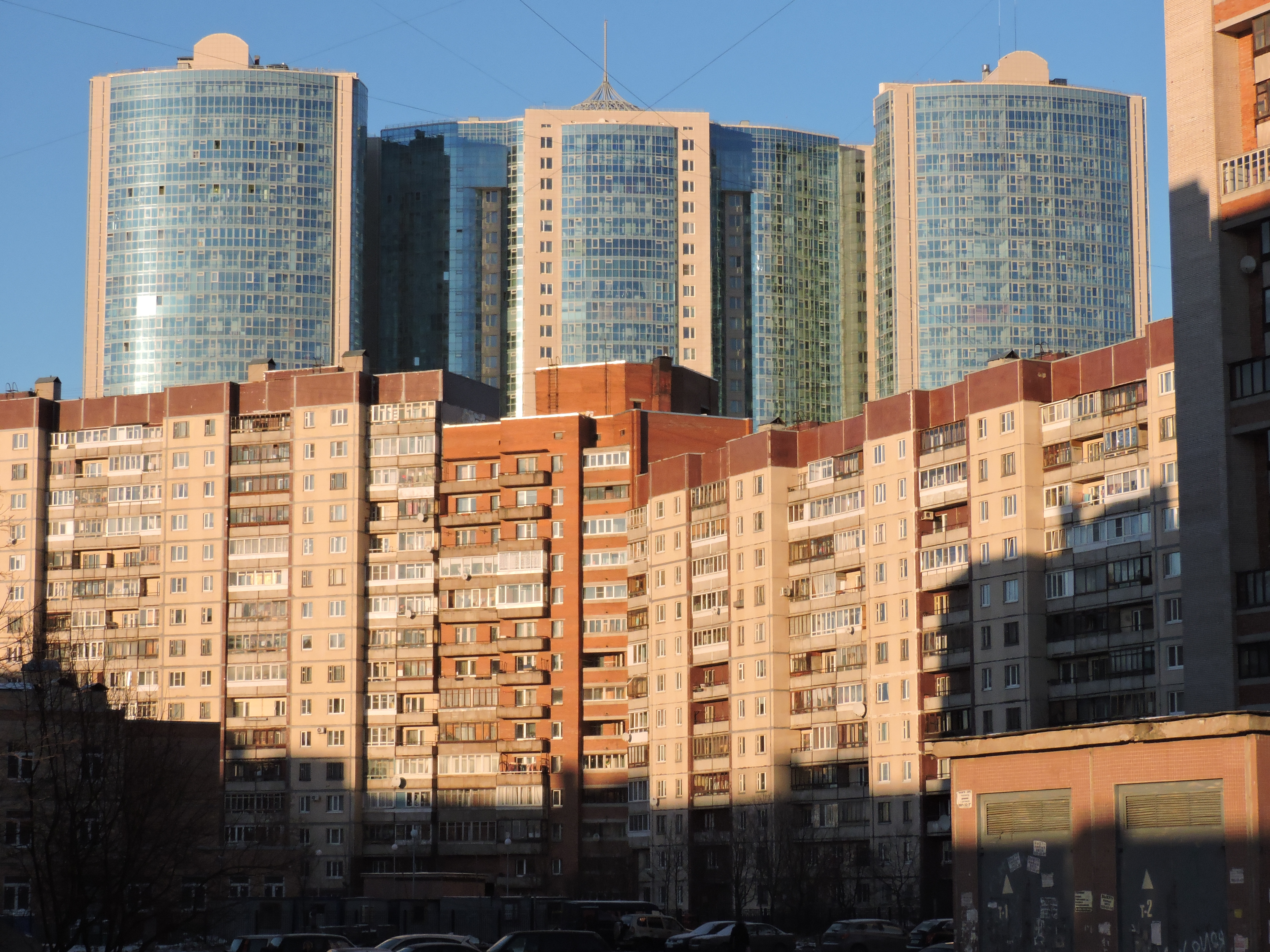
Сравнение 35-этажного дома с 16, 14 и 12-этажными
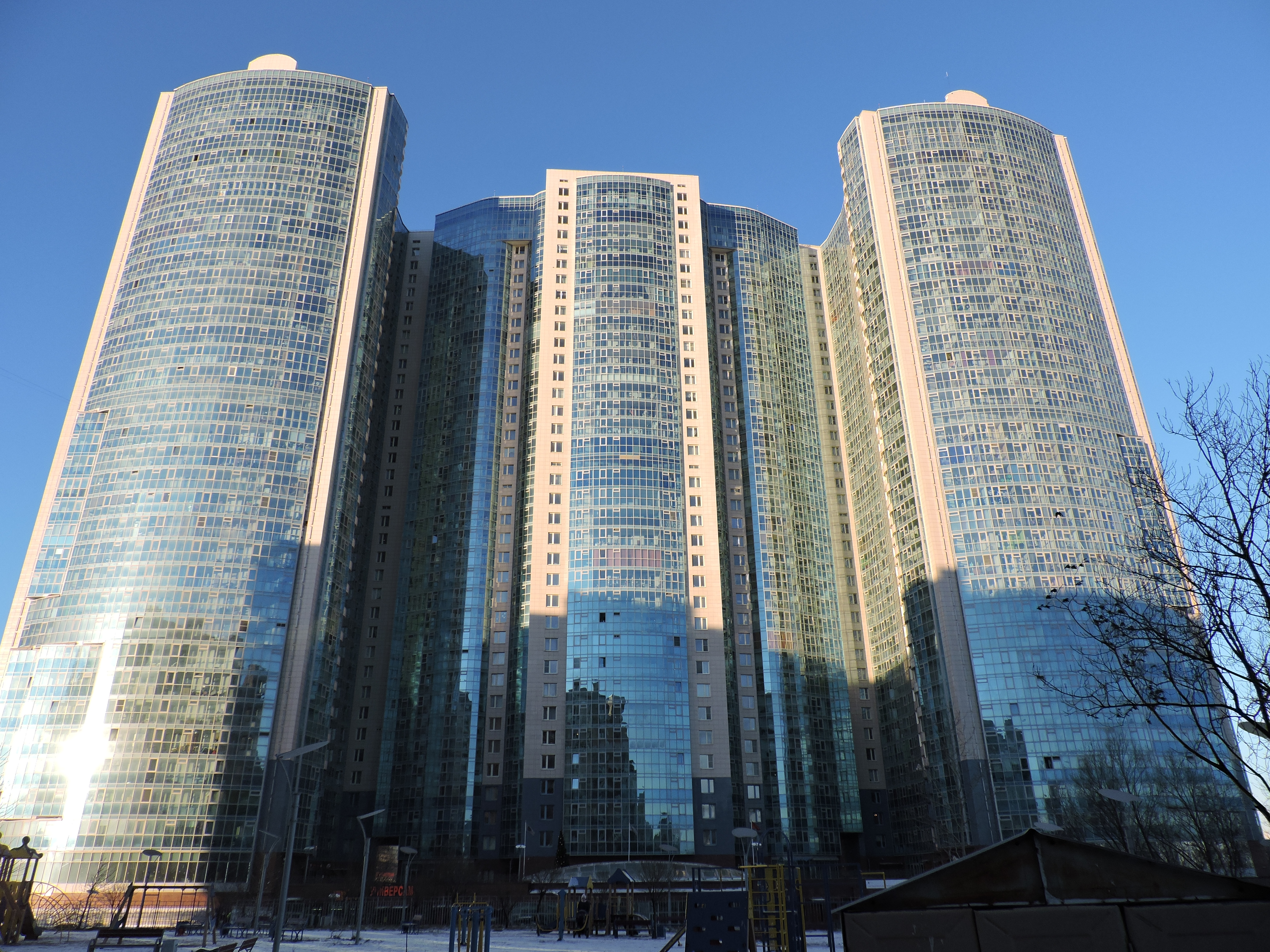
Главный фасад
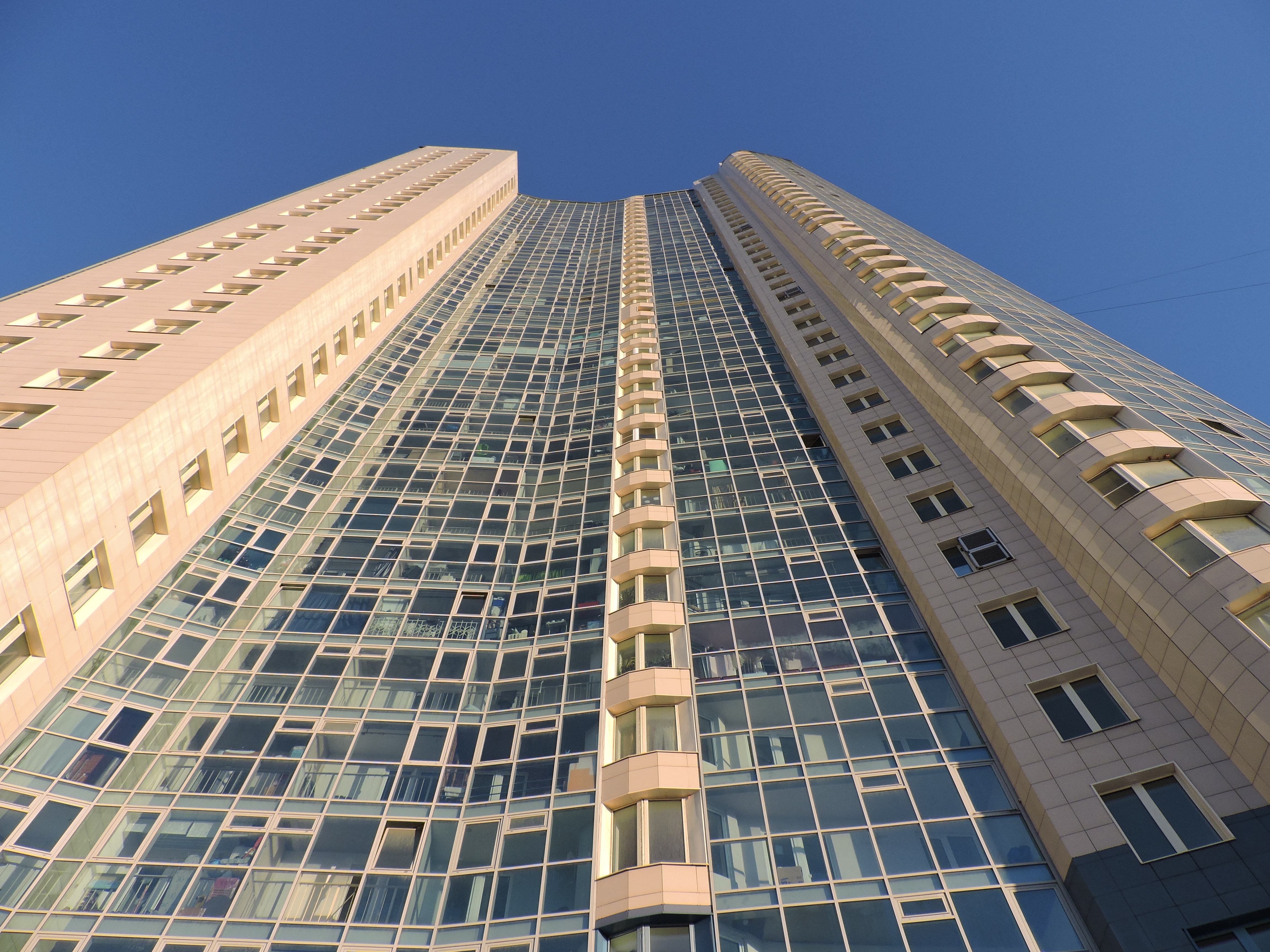
Боковой (западный) фасад
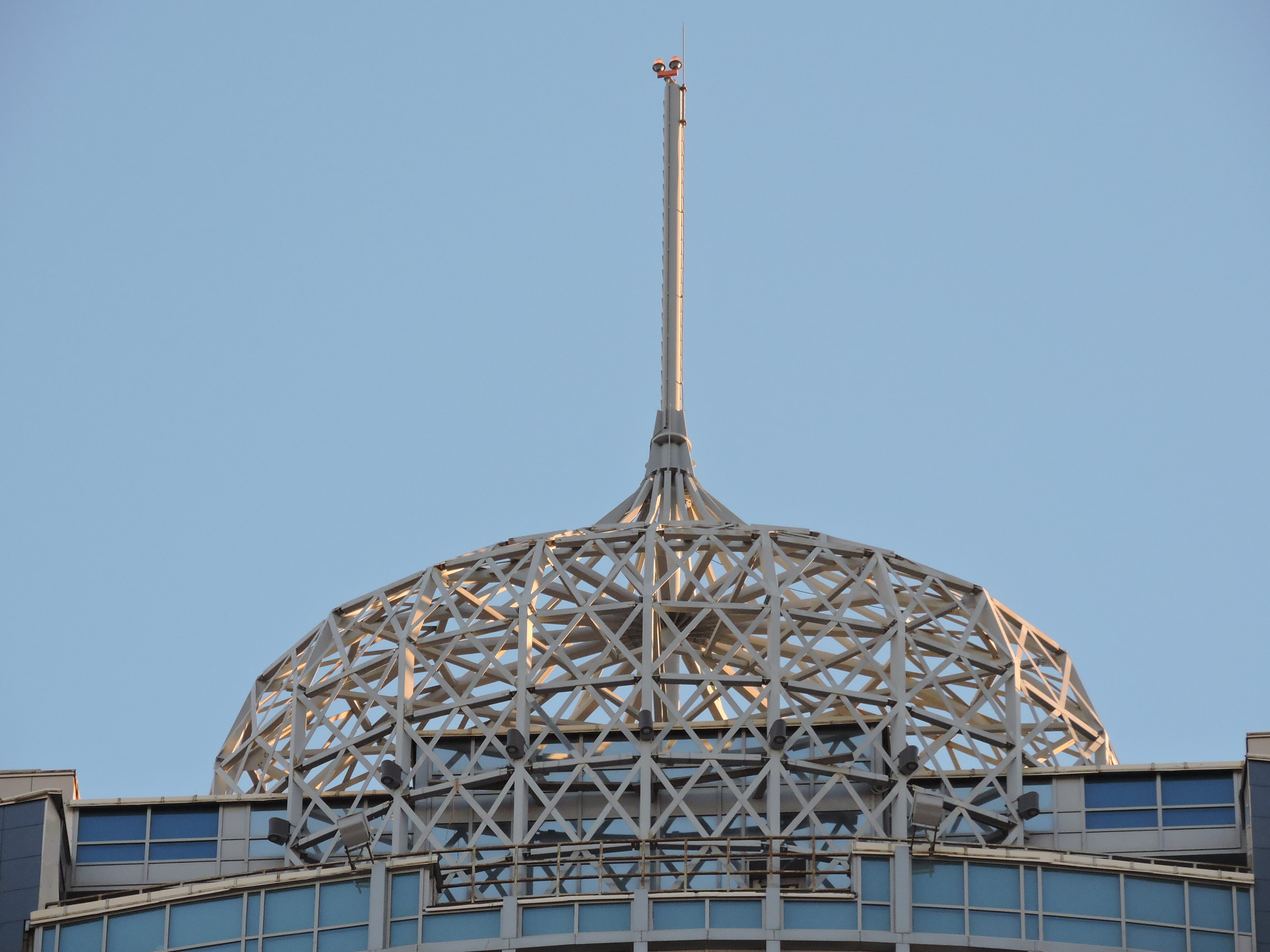
Решётчатый купол